# Obernheim
Obernheim település Németországban, azon belül Baden-Württembergben. Lakosainak száma 1485 fő (2023. december 31.). Obernheim Nusplingen és Meßstetten községekkel határos.

## Népesség
A település népessége az elmúlt években az alábbi módon változott:
| Lakosok száma | 1204 | 1377 | 1439 | 1461 | 1344 | 1509 | 1522 | 1530 | 1434 | 1485 |
|               | 1961 | 1967 | 1974 | 1980 | 1987 | 1993 | 2000 | 2006 | 2013 | 2023 |